# Marko Budisavljević
Marko plemeniti Budisavljević – Prijedorski, (rođen u Lici 1714.) je bio hrvatski graničar, nadporučnik i austrijski plemić.  Iz ugledne je ličke obitelji Budisavljević.

## Životopis
Marko je bio sin Manojla (1684.) i unuk Tošin (1650.). Šukununuci su mu bili: znanstvenik Nikola Tesla, hrvatski književnik i veliki župan Bude Budisavljević, komandir austrougarske ratne mornarice Stanislav Budisavljević... Bio je krajiški nadporučnik (oberlajtnant) u Ličkoj graničarskoj regimenti od 1746, stacionairanoj u Gospiću. Sa svojom četom ličkih junaka prelazio je granicu ka turskoj teritoriji koja se protezala duž Plješivice. Posebno se istakao u ratu između Austrije i Turske 1787., kada je s 500 graničara, među kojima su bila i njegova dva sina (Tomo i Petar) i još devet Budisavljevića, potukao tursku vojsku kod Ključa. Poslije te bitke dodijeljena mu je titula fon Prijedor. Za hrabrost i ratne zasluge austrijski car Josip II Habzburški dodijelio mu je plemićku titulu, grb i pravo na plemićki pridjevak (Ehrenwort) Prijedorski, na svečanosti u Beču 26. srpnja 1787. godine. Car Josip II bio je sin Marije Terezije i car Svetog rimskog carstva, a kasnije nasljednik krunskih zemalja Ugarske i Češke. Na titulu su imali pravo i nasljednici - potomci i oni su je koristili. Tako je na spomeniku Stanislavu Budisavljeviću na austrougarskom Mornaričkom groblju u Puli na njemačkom jeziku, pored ostaloga ispisano i VON PRIEDOR, a vijest o vjenčanju Mine, kćerke velikog župana Bude, se u novinama objavljivalo pod navođenjem pl. (plemeniti) između imena i prezimena: ...s gdjicom Minom pl. Budisavljević, kćerkom presvjetlog gosp. Bude pl. Budisavljevića - Priedorskoga, velikog župana... Grb koji je dodijeljen Marku ima štit čiji je oblik suvremeni francuski, s dva okomita polja. Plavi (pravednost, odanost, istina, vjernost) dio štita ima zlatnog lava (neustrašivost, dostojanstvo, snaga, pravda) na zelenoj podlozi sa sabljom krivošijom u desnoj šapi, a iznad je zlatna šestokraka zvijezda. Zvijezda, s pet, šest ili osam krakova, znak su posebne milosti vladara u znak priznanja za hrabrost, odanost u ratovima za obranu zemlje. Na crvenom (ljubav, hrabrost, velikodušnost, vojnička hrabrost, promišljenost u borbi, pobjednik u boju) polju je oklopljena desnica s mačem. Šljem - kaciga s nakitom (ukrasom) je sastavni dio grba, a sa strane šljema vise plaštevi. Iznad zlatne kacige je zlatna kruna oklopljena desnicom sa sabljom krivšoijom.
Markov mlađi sin Petar (rođ. 1756.) poginuo je s Napoleonovom vojskom kod Verone 1805. godine, a u Veroni je i ukopan. Stariji Markov sin Tomo (rođ. 1750.) bio je pradjed Nikole Tesle, jer je njegova kćerka Sofija bila majka Tesline majke, Georgine. Bio je protojerej te ga je Napoleon odlikovao, kao i od car Franjo II.